# Johann Thomas Freig
Johann Thomas Freig, talvolta anche Freige o Frey e in latino Freigius o Frigius (Friburgo in Brisgovia, 1543 – Basilea, 1583), è stato un filosofo tedesco, appartenente alla tarda Scolastica.

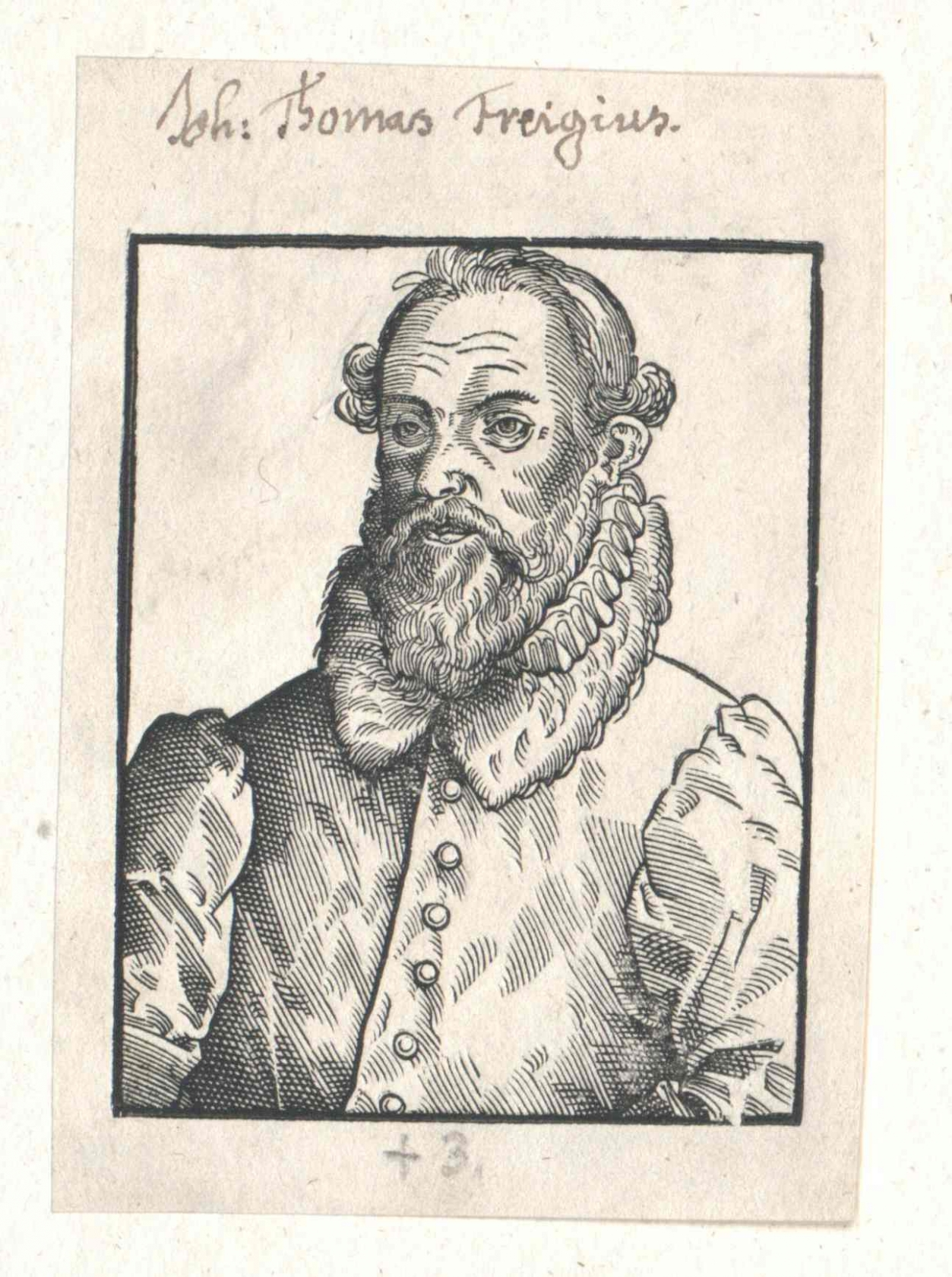
Johann Thomas Freig

Freig insegnò diverse discipline, su cui scrisse varie opere, ed è considerato in particolare uno dei primi studiosi a usare il termine psicologia ("psychologia") per designare lo studio della mente.

## Biografia
Freig studiò a Friburgo presso la facoltà di lettere, dove divenne magister già nel 1559. Era noto per il suo forte temperamento, che gli consentì di non rispettare il cursus studiorum prescritto nei campi della dialettica, grammatica latina e giurisprudenza. 
Si trasferì a Basilea nel 1567, dove insegnò retorica e ottenne un dottorato in giurisprudenza. Lì incontrò il filosofo Pietro Ramo, di cui divenne discepolo.
Nel 1570 tornò a Friburgo come professore associato di dialettica e politica, e successivamente nel 1571 di etica e logica. In questo periodo sviluppò il nuovo uso del termine "psicologia". 
Per la sua lealtà a Pietro Ramo, ucciso durante la strage di San Bartolomeo nel 1572, Freig venne considerato un potenziale calvinista, giudizio che prima minò i suoi rapporti con l'università e con la Chiesa e che nel 1575 gli causò il divieto di insegnare. 
Freig ritornò quindi a Basilea. Dal 1576 al 1582 divenne rettore ad Altdorf. Lavorò come correttore di bozze nelle stamperie di Sebastian Henricpetri (figlio e successore di Heinrich Petri). Morì di peste nel 1583.

## Pensiero

### Aristotelismo e ramismo
Come rappresentante della tarda Scolastica, Freig, sempre più rivolto ad Aristotele, entrò in conflitto con l'autorità ecclesiastica. Anche l'influenza del ramismo ebbe i suoi effetti. Infatti, Freig pubblicò scritti di Pietro Ramo e scrisse una Vita Rami . Un obiettivo centrale del ramismo era quello di dividere i vari settori della scienza con metodi dialettici, al fine di elaborare una classificazione completa della conoscenza. La maggior parte delle pubblicazioni di Freig servì a questo scopo. Sotto l'influenza di Pietro Ramo, i suoi campi di interesse si allargarono: dalla dialettica, retorica e filologia alla matematica, scienze naturali e giurisprudenza.

### Psicologia
Freig è considerato una delle figure fondamentali nella nascita della psicologia. In effetti, la sua opera Quaestiones logicae ed ethicae, stampata nel 1574 a Basilea da Henric Petri, si occupa di argomenti che oggi appartengono alla psicologia e per la prima volta è usata la parola "psicologia" per descriverli (questa pista sembra più percorribile rispetto all'opera perduta dell'umanista croato Marco Marulo ed è precedente alla Psychologia di un altro ramista, Rudolf Goclenius il Vecchio, pubblicata nel 1590).
Inoltre un capitolo del suo Ciceronianus (1575) si intitola De psychologia et hominis fabrica e raccoglie il De natura deorum, commentando la moralità stoica e facendo della psicologia una teoria dell'anima nella sua relazione con gli organi. Questa argomentazione deve ancora essere collegata al contesto ramistico, che tendeva a considerare lo studio dell'anima come adeguatamente legittimato alla fisica.
Infine, per quanto riguarda il contenuto e non solo il termine, occorre sottolineare l'influenza di un altro studioso di Friburgo, Gregor Reisch (1470-1525). La sua Margarita philosophica, la perla della filosofia, considerata la più antica enciclopedia stampata della regione tedesca (Friburgo, 1503), contiene una raffinata classificazione dei soggetti che compongono la psicologia, sostenuta da una rilettura del De anima di Aristotele che divide le facoltà mentali in vegetative, sensibili e intellettuali.

## Opere

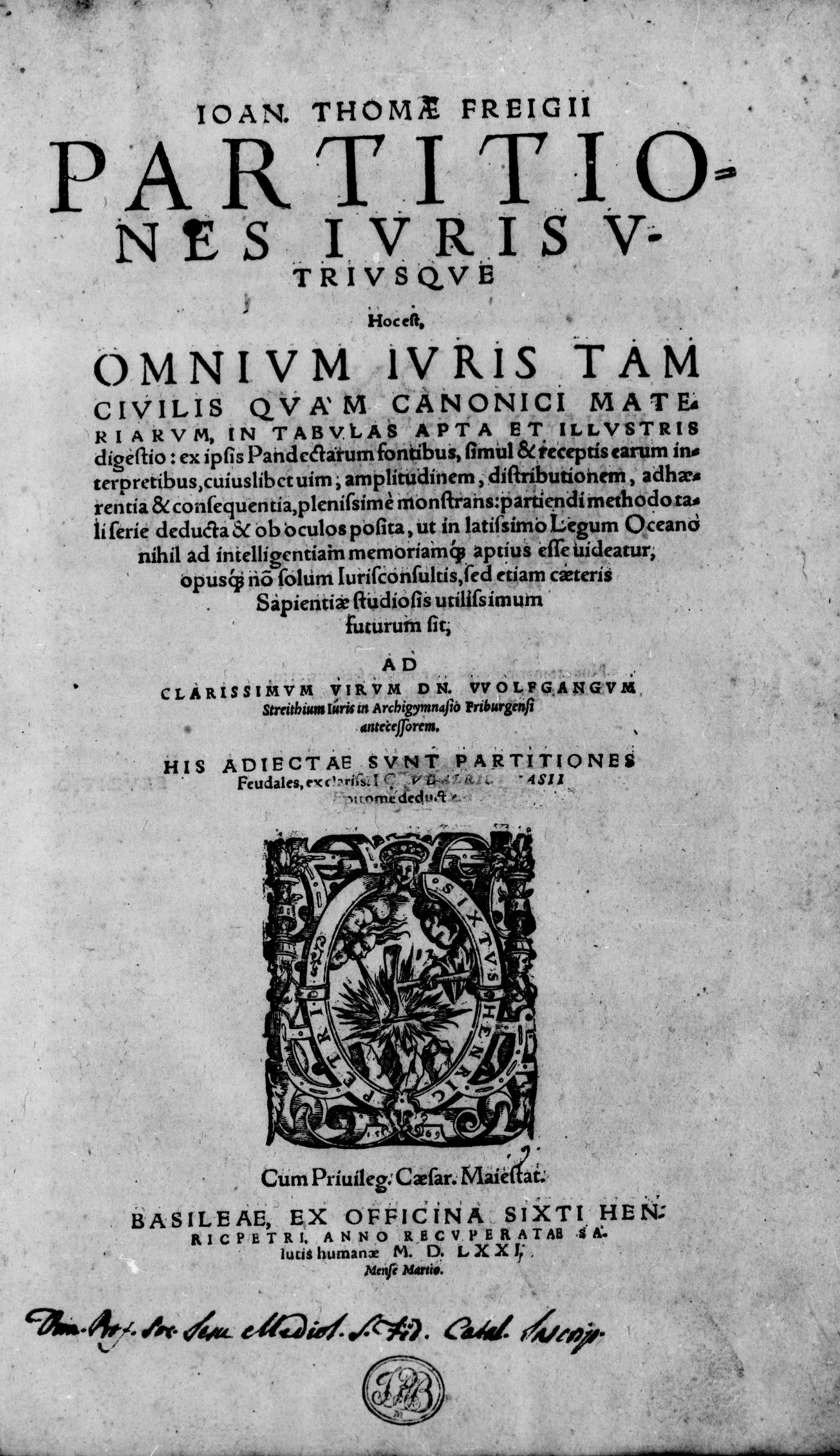
Partitiones iuris utriusque, 1571

- Trium artium logicarum schematismi, 1568.
- (LA) Partitiones iuris utriusque, Basel, Sixtus Henricpetri, 1571.
- Quaestiones logicae ed ethicae, 1574.
- Ciceronio, 1575.
- Quaestiones physicae, 1576.
- Quaestiones oeconomicae and politicae, 1578.
- Rhetorica, Poetica, Logica in usum rudiorum, 1580.
- Grammatica Graeca e Latina, 1580.
- Quaestiones geometricae, 1583.